# Kvalspelet till världsmästerskapet i fotboll 2002
Kvalspelet till världsmästerskapet i fotboll 2002 spelades åren 2000 och 2001, och involverade totalt 199 lag som tävlade om 32 platser. Sydkorea och Japan, som värdar för mästerskapet, fick en plats var. Även Frankrike fick en plats som regerande mästare. Det fanns därmed 29 platser kvar att spela om för de andra lagen.

## Afrikanska VM-kvalet (CAF)
Följande lag gick vidare till VM-slutspelet:
- Kamerun
- Nigeria
- Senegal
- Tunisien
- Sydafrika

## Asiatiska VM-kvalet (AFC)
Följande lag gick vidare till VM-slutspelet:
- Saudiarabien
- Kina

De två grupptvåorna, Iran och Förenade Arabemiraten, möttes i en match om vem som skulle möta den bästa grupptvåan i det europeiska kvalet. Iran vann och fick möta Irland, ett kval som vanns av Irland som därmed kvalificerade sig för VM-slutspelet.

## Nord-/centralamerikanska och karibiska VM-kvalet (CONCACAF)
Följande lag gick vidare till VM-slutspelet:
- Costa Rica
- Mexiko
- USA

## Europeiska VM-kvalet (Uefa)
Följande lag gick vidare till VM-slutspelet:
Gruppsegrare
- Ryssland
- Portugal
- Danmark
- Sverige
- Polen
- Kroatien
- Spanien
- Italien
- England

Bästa grupptvåa
- Irland

Irland gick som bästa grupptvåa vidare till kval mot segraren av de bästa grupptvåorna i det asiatiska kvalet, Iran, ett kval som vanns av Irland som därmed kvalificerade sig för VM-slutspelet.
Playoff mellan övriga grupptvåor
- Belgien
- Tyskland
- Slovenien
- Turkiet

## Oceaniska VM-kvalet (OFC)
Australien vann det oceaniska kvalet och gick vidare till kval mot det femteplacerade laget i sydamerikas grupp, Uruguay, ett kval som vanns av Uruguay som därmed kvalificerade sig för VM-slutspelet.

## Sydamerikanska VM-kvalet (CONMEBOL)
Följande lag gick vidare till VM-slutspelet:
- Argentina
- Ecuador
- Brasilien
- Paraguay
- Uruguay

Uruguay gick som femteplacerat lag vidare till kval mot segraren i det oceaniska kvalet, Australien, ett kval som vanns av Uruguay som därmed kvalificerade sig för VM-slutspelet.